# Col de Verde
Le col de Verde (en corse foci di Verdi) est un col de Corse entre  Corte et Sartène. Il relie ainsi Ghisoni dans la piève de Castello (En-Deçà-des-Monts) à Cozzano dans la piève de Talavo (Au-Delà-des-Monts). Il est situé à 1 289 mètres d'altitude.
Il est, avec les cols de Vergio, Vizzavona et Bavella, l'un des quatre « grands cols » de Corse, permettant de relier les deux versants de l'île par l'intérieur.

## Géographie
Limite naturelle entre le massif du Monte Renoso à l'ouest et le massif du Monte Incudine à l'est, le col de Verde est un point de passage obligé entre Corte et Sartène. Situé à 56 km de Corte et 81 km de Sartène, il est emprunté par la D 69 (anciennement RN 194), surnommée « route des Trois Cols », qui relie les deux versants de la Corse en empruntant les cols de Sorba, de Verde et de la Vaccia.
L'accès au col de Verde est particulièrement sinueux, tant versant Taravo que versant Fiumorbo. Le col se trouve relativement à l'écart des villages alentour, les plus proches étant Palneca (13 km) et Ghisoni (17 km).